# Bořice (Chrudimi járás)
Bořice település Csehországban, a Chrudimi járásban. Bořice Moravany, Hrochův Týnec, Čankovice, Dvakačovice, Slepotice és Kostěnice településekkel határos. Lakosainak száma 186 fő (2024. január 1.).

## Népesség
A település lakosságának változását az alábbi diagram mutatja:
| Lakosok száma | 427  | 457  | 445  | 330  | 214  | 174  | 164  | 184  | 181  | 186  |
|               | 1869 | 1890 | 1921 | 1950 | 1980 | 2001 | 2017 | 2019 | 2022 | 2024 |